# Canutulachama
Canutulachma est un roi légendaire des Pictes.

## Biographie
Selon les diverses versions de la liste de rois de la chronique Picte, Canutulachma est crédité d'un règne de 4 ans entre Uipoig namet et Uuradech, ou d'un règne de trois ans entre les mêmes rois ou enfin d'un règne de 6 ans entre Fiacua albus et Dornornauch. 
Jean de Fordun, quant à lui, lui donne un règne de 6 ans entre Chalag amfrud et ce même Dornornauch. D'après Kenneth Jackson « Canutulachma » n'est pas un nom celtique alors que Hector Munro Chadwick estime qu'il s'agit du même nom que Catainlacach.